# 森本さやか (タレント)
森本 さやか（もりもと さやか、1984年10月11日 - ）は、日本の女性タレント・グラビアアイドル。埼玉県出身。

## 人物・来歴
日テレジェニック2002に選ばれた。
スリーサイズはB86、W56、H85。身長は2022年10月時点で162cm。
語学留学先のタイでマッサージの資格を取得、タイ語が堪能でタイ人K-1ファイターの通訳を務めた経験もある。
2013年4月16日、自身のブログにて結婚と妊娠中であることを報告した。同年7月5日に第1子となる女児を出産。
詳細な時期は不明ながら、この頃バグジーからWBに事務所を移籍したが
現在はフリーで活動中

## 出演番組

### テレビ

#### ドラマ
- 渋谷系女子プロレス（テレビ朝日、2001年7月 - 12月）
- 時空警察ヴェッカーD-02（テレビ朝日、2002年1月 - 3月）
- 女帝（テレビ朝日、2007年）

#### バラエティ
- GameWave（テレビ東京）アシスタントMC
- T×2show（テレビ朝日、2001年・2002年）
- ものまねバトル（日本テレビ）
- バトラク（関西テレビ、2001年5月 - 2002年3月）
- アイドルアイランド（BSフジ、2001年10月 - 2002年3月）
- ウレスジ!!（関西テレビ）
- ニッテル（日本テレビ）
- 24時間テレビ 「愛は地球を救う」（日本テレビ）
- 踊る!さんま御殿!!（日本テレビ）
- フューチャーガールズ（東海テレビ、2003年4月 - 9月）
- データでVANVAN!（グリーンチャンネル、2007年1月 - 2008年12月）MC
- 筋肉女王決定戦（テレビ朝日）
- SASUKE（TBS）
- クイズモンスター（NHK）
- フォーミュラ・ニッポンTV（フジテレビ、2007年4月 - ）MC
- 志村けんのバカ殿様 （フジテレビ、2008年1月 - ）
- 今夜もドル箱（テレビ東京、2009年7月21日）
- ベガネット味岡（2012年1月 隔週、ニコジョッキー）
- 森本さやかの麺トーク（2012年、U-stream）MC
- 格闘技のチカラ（2013年、U-stream）MC

### WebCM
- NTT DOCOMO NEC N-07（2009年）
- グーネット Goo鑑定トリビア（2013年）
- 富士通Ultrabook FMV LIFE BOOK（2013年）
- STUBE（2016年）

### ラジオ
- STVラジオ・チャリティー・ミュージックソン（STVラジオ、2002年12月24日 - 25日）
- 吉田拓郎・告白　日本一の弱虫野郎（ニッポン放送）
- おしゃべりやってまーす（K'z Station）
- オレたちやってまーす（MBSラジオ）
- アートハートクラブ（FM葛飾）

## イベントMC
- フォーミュラーニッポン・全国サーキット場 MC（2007年 - ）
- ムラサキスポーツ水着ファッションショー全国MC (2012年 - ）
- 東京ゲームショー（2014年）
- 警視庁・秋の全国交通安全運動（2016年9月）
- 警視庁・春の全国交通安全運動（2017年3月）

## 書籍

### 写真集
- big wave（2001年8月、ぶんか社、撮影：小池伸一郎）ISBN 978-4-8211-2387-2
- 太陽のしずく（2002年9月、彩文館出版、撮影：松田忠雄）ISBN 978-4-9161-1592-8

## 作品

### シングル
- Gerbela（ガーベラ）（2011年4月13日、ユニバーサルミュージック）[3]
  - 作詞：森本さやか／作曲：北清水雄太（ex:サスケ）

### イメージビデオ
- Final Beauty（2001年9月22日、ビームエンタテインメント）
- petit（2002年3月15日、ベガファクトリー）
- 日テレジェニック2002 Groovie（2002年9月25日、バップ）
- メタモルフォーゼ（2004年10月22日、エッジ）
- タマゴ（2005年6月26日、オルスタックピクチャーズ）
- キミのために（2008年4月18日、イーネット・フロンティア）
- アンタッチャブル〜出来ませんは言いません（2005年4月6日、エンターブレイン)

## 資格
- 普通自動車免許
- ドッグセラピスト
- ダイビング
- アロマオイルマッサージ
- タイ古式マッサージ
- タイ語検定